# 愛媛県警察
愛媛県警察（えひめけんけいさつ）は、愛媛県が設置した警察組織であり、愛媛県内を管轄区域としている。愛媛県警と略称する。警察法上、愛媛県公安委員会の管理を受けるが、給与支払者は愛媛県知事である。本部所在地は、愛媛県松山市南堀端町2-2。警察庁中国四国管区警察局四国警察支局管内。

## 沿革
- 1954年（昭和29年）7月1日 - 警察法施行により愛媛県警察発足。
- 1960年（昭和35年）
  - 4月1日 - 本部を部制に移行。秘書室（総務課を廃止）および警務・刑事・警備の3部を新設。監察官室を警務課から独立。刑事課を捜査課に改称。
  - 7月1日 - 刑事部捜査課を捜査第一課・捜査第二課に分課。
- 1962年（昭和37年）
  - 1月22日 - 警備部警ら交通課を外勤課・交通課に分課。これに伴い特別機動隊を機動隊に改称し警備部附置に変更。
  - 4月1日 - 秘書室を総務室に改称。同室に秘書課を新設し会計課を警務部から移管。
- 1963年（昭和38年）5月31日 - 警備部交通課を交通第一課・交通第二課に分課。交通第一課に交通機動巡ら隊を新設。
- 1966年（昭和41年）
  - 4月1日 - 刑事部防犯課を防犯少年課に改称。交通機動巡ら隊を警備部附置に変更し、同部に自動車運転者試験場を新設。
  - 11月1日 - 警備部に公安課を新設。機動隊を警備課附置に変更。交通部を新設。交通第一課・交通第二課を交通指導課・運転免許課にそれぞれ改称。
- 1967年（昭和42年）
  - 4月1日 - 自動車運転者試験場を運転免許課附置に変更。
  - 7月1日 - 機動隊を第一機動隊に改称。
- 1969年（昭和44年）4月1日 - 警務部に厚生課を、交通部に交通企画課をそれぞれ新設。交通機動巡ら隊を交通指導課附置に変更。
- 1970年（昭和45年）3月1日 - 第一機動隊を機動隊に改称し警備部附置に変更、交通機動巡ら隊を交通機動隊に改称。
- 1972年（昭和47年）4月1日 - 交通機動隊を交通部附置に変更。
- 1973年（昭和48年）4月1日 - 総務室秘書課を総務課に、警務部監察官室を企画監察課にそれぞれ改称。交通部運転免許課を運転免許管理課・運転免許試験課に分課。
- 1975年（昭和50年）3月14日 - 刑事部に保安課を新設。

## データ
- 警察官 2,455人
- 一般職員 415人
- 警察署 16箇所
- 交番 48箇所
- 駐在所 129箇所
- 警察官連絡所 30箇所
- 警備派出所 2箇所
- 検問所 3箇所
- 警備艇 4隻
  - 媛1 うわうみ 宇和島 17m型 2005-
  - 媛2 みさき 八幡浜 17m型 2013/1-
  - 媛3 はかた 伯方 12m型 2011/8-
  - 媛5 こまどり 松山西 8m型 2015-
  - (退役) 媛4 かしま
- ヘリコプター 1機
  - JA03EP 「いしづち」 アグスタ A109E Power

## 本部組織
- 総務室
  - 総務課
    - 公安委員会補佐室
    - 取調べ監督室

  - 広報県民課
    - 音楽隊

  - 情報管理課
    - IT化対策推進室
    - 照会センター

- 警務部
  - 警務課
    - 犯罪被害者支援室

  - 監察官室
  - 会計課
    - 施設室
    - 監査室

  - 教養課
    - 術科指導室

  - 厚生課
    - 健康管理対策室

  - 留置管理課

- 生活安全部
  - 生活安全企画課
    - 子供・女性安全対策室
    - 人身安全対策室

  - 地域課
    - 鉄道警察隊
    - 航空隊
    - 自動車警ら隊（2014年4月発足）

  - 通信指令課
  - 少年課
    - 少年サポートセンター

  - 生活環境課
    - 許可事務等指導室
    - 生活安全部特別捜査隊

  - サイバー犯罪対策課

- 刑事部
  - 刑事企画課
    - 捜査支援室

  - 捜査第一課
    - 検視官室

  - 捜査第二課
  - 組織犯罪対策課
    - 暴力団対策室
    - 行政対象暴力対策室
    - 薬物・銃器対策室

  - 鑑識課
  - 科学捜査研究所
  - 機動捜査隊
    - 広域機動捜査班

- 交通部
  - 交通企画課
    - 交通事故分析・抑止対策室

  - 交通指導課
    - 交通捜査室

  - 交通規制課
  - 運転免許課
    - 免許センター

  - 交通機動隊
  - 高速道路交通警察隊（松山自動車道松山IC内）
    - 川之江分駐隊（松山自動車道三島川之江IC内）
    - 西条分駐隊（松山自動車道いよ西条IC内）
    - 今治分駐隊（西瀬戸自動車道今治IC内）
    - 宇和分駐隊（松山自動車道西予宇和IC内）

- 警備部
  - 公安課
    - 警備犯罪捜査室

  - 警備課
    - 警衛警護室
    - 災害対策室

  - 機動隊
  - 外事課

- 警察学校

## 警察署
県内の警察署数は16。警察車両のナンバー地名はすべて「愛媛」である。
| ※    | 地域 | 警察署名称     | 所在地                 | 管轄区域 |
| ---- | ---- | -------------- | ---------------------- | --- |
| 愛媛 | 東予 | 四国中央警察署 | 四国中央市三島中央     | 四国中央市、新居浜市（別子山）                                                                                             |
| 愛媛 | 東予 | 新居浜警察署   | 新居浜市久保田町       | 新居浜市（四国中央・西条署の各管内を除く）、今治市（四阪島）                                                               |
| 愛媛 | 東予 | 西条警察署     | 西条市新田             | 西条市東部（旧西条市域）、新居浜市（愛媛県道13号壬生川新居浜野田線以北かつ岩鍋川左岸以西(住友金属鉱山東予工場敷地内)）     |
| 愛媛 | 東予 | 西条西警察署   | 西条市周布             | 西条市西部（今治署管内を除く旧東予市・小松町・丹原町）                                                                     |
| 愛媛 | 東予 | 今治警察署     | 今治市旭町             | 今治市南部（旧今治市・菊間町・大西町・波方町・玉川町・朝倉村・関前村）、西条市（東予集団施設地区(休暇村瀬戸内東予敷地内)） |
| 愛媛 | 東予 | 伯方警察署     | 今治市伯方町木浦甲     | 今治市北部（旧伯方町・四阪島を除く宮窪町・吉海町・大三島町・上浦町）、越智郡上島町                                         |
| 愛媛 | 中予 | 松山東警察署   | 松山市勝山町           | 松山市東部 |
| 愛媛 | 中予 | 松山西警察署   | 松山市須賀町           | 松山市西部 |
| 愛媛 | 中予 | 松山南警察署   | 松山市北土居町         | 松山市南部、東温市、伊予郡砥部町                                                                                           |
| 愛媛 | 中予 | 久万高原警察署 | 上浮穴郡久万高原町久万 | 上浮穴郡久万高原町 |
| 愛媛 | 中予 | 伊予警察署     | 伊予市下吾川           | 伊予市、伊予郡松前町 |
| 愛媛 | 南予 | 大洲警察署     | 大洲市東大洲           | 大洲市、喜多郡内子町 |
| 愛媛 | 南予 | 八幡浜警察署   | 八幡浜市広瀬           | 八幡浜市、西宇和郡伊方町                                                                                                   |
| 愛媛 | 南予 | 西予警察署     | 西予市宇和町卯之町     | 西予市 |
| 愛媛 | 南予 | 宇和島警察署   | 宇和島市並松           | 宇和島市、北宇和郡鬼北町・松野町                                                                                           |
| 愛媛 | 南予 | 愛南警察署     | 南宇和郡愛南町御荘平城 | 南宇和郡愛南町 |

### 警察署の再編
- 1996年（平成8年）4月1日:松山南警察署が新設。松山市南部・東温市・砥部町を松山東警察署から松山南警察署に移管[1]。

- 2004年（平成16年）に策定された警察署再編計画では、内子・野村・鬼北の3署を近隣署と統合して19署体制から16署体制に再編することとされた。[2]

- 2005年（平成17年）4月1日
  - 三島警察署が「四国中央警察署」に改称。
  - 東予警察署が「西条西警察署」に改称。
  - 久万警察署が「久万高原警察署」に改称。
  - 内子警察署が大洲警察署に統合。旧小田町域が久万警察署から大洲警察署に移管。
  - 野村警察署が宇和警察署に統合。宇和警察署が「西予警察署」に改称。旧三瓶町域が八幡浜警察署から西予警察署に移管。
  - 鬼北警察署が宇和島警察署に統合。
  - 御荘警察署が「愛南警察署」に改称。

## 不祥事

### 1990年代
- 宇和島事件

### 2000年代
- 2000年11月、取り調べ中の男性被疑者に暴行を加え大けがをさせたとして、新居浜警察署の警部補ら警察官3人が特別公務員暴行陵虐致傷で逮捕された[3]。
- 県警捜査費不正流用事件、不当人事訴訟。2004年5月、大洲警察署の元会計課長が内部資料をもとに裏金問題を告発した。しかし県警は内部調査の結果、個人的な利得には使われておらず不正ではないなどとして幕引きを図ろうとした。翌2005年1月には裏金の存在を告発した鉄道警察隊の仙波敏郎巡査部長が左遷のために新設された「通信指令室付」に異動させられ人事委員会に審査申し立て、及び提訴した。審査・訴訟共に仙波の申し立てが認められた[4][5][6]。
- 2004年10月、機動隊所属の30代の巡査部長が女子大学生の住む部屋にわいせつ目的で不法侵入、暗がりに潜んでいたところを当の学生ら女性数人に取り押さえられた。巡査部長は秋篠宮警護の帰りだった[7]。
- 2004年11月、松山市内の三叉路でスクーターに乗った当時16歳の高校生の少年が右折しようとして止まっていたところへ緊急走行中だった松山西警察署の白バイが衝突、ともに重傷を負った。白バイを運転していた警察官は嫌疑不十分で不起訴処分となったが、少年は業務上過失傷害罪で書類送検され、2005年6月、松山家庭裁判所で交通短期保護観察処分が言い渡された。しかし高松高等裁判所は同年7月、「原判決に重大な事実誤認や処分の著しい不当がある」として松山家裁に差し戻し、翌2006年3月、差し戻し審で少年に対し不処分の決定が下った[8][9]。
- 2005年7月頃、同県警の警部の私物パソコンがウイルスに感染し、約6200名分の氏名やNシステムに記録された車のナンバープレート約60万台分を含む警察情報がファイル共有ソフトWinnyのネットワーク上に流出した。この情報の中で捜査に協力して謝礼を受け取ったとされた23人全員が実際には謝礼を受け取っておらず、捜査にまったく協力していない人物も含まれていたことや、協力者が警察に証言していない内容が捜査報告書に記載されていたことなどが判明した。また民間警備会社のGPS発信器を捜査対象者の車に無断で取りつけ行動確認していたことを示す資料もあった[5][6][10] 。
- 2009年1月、愛媛県警の30歳代の女性の一般職員が2003年1月以降、同県警の46歳の巡査部長から繰り返し性的暴行を受けたとしてこの巡査部長と愛媛県を相手取り、計880万円の損害賠償を求める訴訟を松山地方裁判所に起こした。2012年8月、一審で監察官室の事情聴取が違法と判断され、慰謝料など33万円の支払いが命じられた[11]。原告・被告の双方が高松高等裁判所に控訴した二審では、2013年2月、「事情聴取を違法と認める証拠はない」などとして一審判決を取り消し、原告側の控訴を棄却した。原告側が上告したが、2013年6月、最高裁判所第一小法廷は上告棄却と上告不受理を決定した。
- 2009年6月、松山南警察署の盗犯担当であった29歳の巡査部長が岡山市で75歳の女性から現金約1万円が入った財布をひったくって地元の高校生2人に取り押さえられ、岡山中央警察署に現行犯逮捕された[12]。
- 2009年10月、今治市内で今治警察署が恐喝容疑で逮捕した被疑者を護送車から逃走する事件が発生。被疑者は2週間後に京都市内で逮捕された。この事件をめぐり今治署は、当初手錠と腰縄を通常通り装着したと説明していたがのちに装着が緩かったと訂正（一部報道では手錠はしていなかったとされる。）、内規では護送時には被疑者の両隣に護送員が座るよう定められていたが護送員は被疑者の左隣にしか座っていなかったことも判明した[13]。さらに逃走直後に護送車が前方の乗用車と接触事故を起こしていたことを報道発表しなかったうえ[14]、広報対応にあたった今治署副署長の不倫疑惑が一部ネットメディアで報じられる[15]など不手際が相次いだ。この事件で警察官2人が停職1カ月の懲戒処分となり署長ら4人も戒告などの処分を受けた。被疑者の身柄確保に要した費用は約600万円に上ったことが県警本部長の県議会での答弁で明らかになっている[16]。

### 2010年代
- 2011年12月、新居浜市内で起きた交通事故の実況見分の際、病院に運ばれ現場にいなかった女性について「現場に立ち会った」などと見分状況書に虚偽記載し、翌月、新居浜警察署に女性の家族が訪れると二重線を引いて消したとして同署交通課の男性巡査部長が虚偽有印公文書作成・同行使、公用文書毀棄の容疑で書類送検され、減給10分の1・3か月の懲戒処分を受けた[17]。
- 2012年3月、女性警察官3人にセクハラ行為をしたとして、警察署勤務の男性警部補が減給10分の1・6か月の懲戒処分を受けた[18]。
- 2012年3月29日頃、松山西署地域課係長だった男性警部補（その後別の警察署に転勤）が被害届や供述調書、事件に使われたバットなど証拠品11点を自宅に持ち帰り隠蔽していたことが明らかとなり、県警は2013年3月15日にこの警部補を公用文書毀棄と証拠隠滅の容疑で書類送検するとともに、停職3か月の懲戒処分とした[19]。
- 2012年7月、妻の元同僚を交通違反で摘発したことを同年1月に妻に漏らしたとして、警察署地域課に勤務する男性巡査部長が地方公務員法（守秘義務）違反の疑いで書類送検された。巡査部長は所属長訓戒処分となった。同年3月、妻が元同僚の家族に話をしたため発覚した[20]。
- 2012年11月16日、今治警察署の独身寮の光熱費など約34万円を着服しスロットマシンに使ったとして、県警本部の22歳の男性巡査が業務上横領の疑いで書類送検され停職3カ月の懲戒処分を受けた。巡査は依願退職した[21]。
- 2014年1月、松山市職員などから金銭を脅し取ろうとしたとして恐喝未遂の罪で起訴された元警察官の元松山市議会議員に対し、県警本部の男性警部が2012年9月と10月の2回、職場のパソコンなどから入手した男性3人の住所や犯罪歴などの個人情報を漏らしたとして地方公務員法違反の疑いで書類送検され、戒告処分を受けた。警部は「元議員は以前の上司で、当時、現職の市議だったので、悪いことには使わないと思った」と話した。警部は起訴猶予となった[22]。
- 2017年4月、松山西署交通課の40代の男性巡査部長が、同僚警察官の現金や、警察署に届けられた落とし物の財布など計約38万円相当を盗むなどしたとして、このうち約24万円相当分について窃盗と遺失物横領の容疑で書類送検された。巡査部長は懲戒免職処分となった[23]。7月、松山簡易裁判所で罰金30万円の略式命令を受けた。
- 2017年6月、伊予署地域課の40代の男性巡査が、警察署内で同僚の財布から現金を盗むなどしたとして、供述した約20件のうち2件について窃盗と窃盗未遂の容疑で書類送検されたが不起訴となった。巡査は停職1か月の懲戒処分を受け、依願退職した[24]。
- 2019年1月、松山市内で発生したタクシー内での窃盗事件について同年7月に女子大学生を誤認逮捕した。当時の対応について、誤認逮捕された大学生は8月1日に弁護士を通じて手記を発表し、取り調べ中には「懲役刑とか罰金刑とか人それぞれだけど早く認めた方がいいよ」や「記憶ないの？二重人格？」等の自白の強要させるかのような言葉を執拗に浴びせられ、誤認逮捕が判明した後には「真相の解明に必要な逮捕だった」と釈明されたものの謝罪等は受けていないと、捜査の問題点を指摘した[25][26][27]。松山地方検察庁は被疑者補償規程に基づき、勾留期間3日分の上限額である3万7500円を支払うことを決めた。これとは別に愛媛県警職員互助会が見舞金として50万円を支払っている[28]。誤認逮捕された女子大学生と同じアパートに住む女が犯行を認めたが、女は逮捕されないまま同年12月に松山地検に書類送検され、2020年3月、不起訴となった[29]。県警は誤認逮捕時に大学生の実名を含め報道発表したが、女の書類送検については公表していない[30][31][32]。
- 2014年1月に警察署内で留置人の下着を盗んだほか、2012-14年の間に勤務していた警察署の同僚女性宅に80回近く侵入して下着を3枚盗み、一連の行為をビデオカメラで撮影して自慰行為を行い、2017年11-12月ごろインターネットで児童ポルノを購入・保存、2019年6月には東京都内で女性を盗撮したとして、2019年10月、松山南警察署地域課の40代の男性巡査部長が窃盗、児童買春・ポルノ禁止法違反、東京都迷惑防止条例違反の容疑で書類送検された。巡査部長は懲戒免職となり、窃盗と児童買春・ポルノ禁止法違反の罪で松山地裁に起訴され[33][34][35][36]、懲役1年6月、保護観察付き執行猶予4年の判決を受けた[37]。
- 2019年12月、松山市内のマンション駐車場で、トラブルを制止しようとした松山東署地域課の男性巡査部長が、妊娠10か月の女性の首を押さえて車に押し付け「こんなことをしていいのか」と訴える女性の頬を平手打ちした。署は「行き過ぎた制止行為だった」として2020年3月、女性に謝罪した[38]。

### 2020年代
- 2020年6月27日午後8時から翌28日午前6時頃にかけて、松山市内の複数の警察署地域課に勤務する20代の男性巡査2人と女性巡査1人、および新居浜署の男性巡査ら少なくとも警察官4人以上が、松山市内の複数の店でビールやチューハイなどをそれぞれ10～25杯飲んだ後、28日午前中に松山の男性巡査が、強盗傷害事件が発生した新居浜市まで新居浜署の巡査を送迎するようほかの巡査2人に依頼し、2人が交代で約180㎞を運転したとして、7月27日、県警は松山の3人の巡査を本部長訓戒処分とし、3人は同日付で依願退職した。しかし県警は飲酒量などから運転中のアルコール濃度は基準値未満だったと判断して摘発せず、また送迎された新居浜署の巡査については「事態の発覚後に県警に身分がなく処分していない」としている[39][40][41][42]。
- 2020年4月、運転免許に関する情報閲覧権限を私的に利用して勤務時間中に警察署内のパソコンで知人男性の住所や車のナンバーを調べ、同男性や知人女性の車のワイパーにそれぞれを中傷するビラを挟んだとして、警察署に勤務する男性警部補が同年7月27日付で所属長訓戒処分を受けた[43]。
- 2019年8月、松山市内で捜査車両が道路から左折して施設に入ろうとした際、男性の乗るオートバイを巻き込んで転倒させ重傷を負わせたなどとして、2020年10月、運転していた警察署所属の男性巡査が所属長訓戒、同乗していた同署の男性警部補が本部長注意の処分を受けた[44]。
- 2020年3-7月ごろ、複数の職員への業務指導の際に不適切な言動、関係者によると暴言などのパワーハラスメントがあったとして、2020年10月、松山西署副署長の男性警視が本部長訓戒処分を受け、県警本部に異動となった[44]。
- 2020年3月、化粧ポーチを派出所に届けようとしたがトイレに行きたくなり個室に入ったあとポーチを置き忘れたという女性が、同年7月、窃盗の疑いで事情聴取を受けた際、捜査員から「置いてきたじゃないだろうが。二重線で消して、その下に盗りましたと書け」などと自白を強要され、黙秘権侵害や脅迫、侮辱を受けるなど違法で不当な取り調べがあったとして、女性の弁護士が警察署に抗議文を送付し、担当捜査員の処分などを求めた。8月、署の刑事課長は「事件性が認められなかった。捜査は終了し送検しない」と説明したが、県警は「自白の強要や違法な捜査はなかった」としている[45]。
- 2020年4月、前方のオートバイに職務質問をするため、方向指示器を出さず、緊急走行や赤色灯点滅、呼び掛けなどの適正な手続きを踏まないままパトカーを対向車線へはみ出させ、よけようとしたオートバイの男性を転倒させて全治2週間程度のけがを負わせたとして、四国中央署に勤務する40代の男性巡査部長が、同年12月、自動車運転処罰法違反（過失傷害）の罪で略式起訴され、罰金30万円の略式命令を受けた。巡査部長は本部長注意処分となった。県警はけがをした男性に「捜索していた暴走中のミニバイクと区別がつかず、夜間で目測を誤った」などと謝罪したというが、オートバイを被疑車両と見誤ったかどうかについて県警は「捜査に支障があり、被害者のプライバシーを考慮して公表しない」とし、情報公開請求で開示された書類の写しも一部黒塗りとなっていて、けがをした男性は「隠そうとしたとしか思えない」と批判している[46][47][48][49]。
- 2021年3月、他人のSNSに不正にアクセスした知人女性に依頼されて、署内の端末で県警の相談記録を目的外閲覧し、被害者からの相談が受理されていることを女性に伝えたとして、2021年8月、宇和島署刑事課の20代の男性巡査が地方公務員法（守秘義務）違反の疑いで松山地検に書類送検され、県警から戒告の懲戒処分を受けた[50][51][52]。翌月、巡査は罰金20万円の略式命令を受けた[53]。
- 2019年8月-2021年8月に、県警の管理システムに約650回不正アクセスして同僚ら約90人分の給与明細や電子メールなどを盗み見たとして、2021年11月、県警本部の60代の男性係長が不正アクセス禁止法違反容疑で書類送検された。係長は戒告の懲戒処分を受け依願退職した[54][55]。また12月に罰金30万円の略式命令を受けた[56]。
- 2021年7月に、部下への業務指導の際に不適切な言動をしたとして、同年11月、県警本部の男性警部が所属長注意の内部処分を受けた[54]。また部下への指導の際に不適切な言動を複数回行ったとして、同年、県警本部の一般職員の男性課長と警察署勤務の男性巡査部長が本部長注意の内部処分を受けた[57]。
- 2014年ころから2021年10月にかけて、既婚者でありながら、県警の採用内定者2人を含む5人以上の女性と不適切な交際をしていたとして、採用業務を担当する男性警部補が2021年12月17日付で戒告の懲戒処分を受けた[58][59]。
- 2020年5月ごろ、20年以上前に知り合った40代の元暴力団員の男性から問い合わせを受け、特定の企業について県警が暴力団との関係を把握していないことを伝えたとして、2022年2月、県警本部地域犯罪対策課地域犯罪対策室長の50代の男性警視が、地方公務員法（守秘義務）違反の疑いで松山地検に書類送検された。また20年1月ごろから21年6月の間に、男性と10回以上会食し磁気ネックレスやベルトを受け取るなど不適切な交際があり、警視は戒告処分を受け交通部付に異動した[60][61]。22年3月、警視は不起訴処分となった[62]。
- 2020年9月から2021年9月ごろにかけ、県警のシステム内の情報を131回にわたり目的外に照会し、2021年9月ごろ知人男性に、男性と同姓同名の別人が警察署に相談に訪れたことを面白半分で漏らし、21年10月ごろには自分が警察官であることを信じようとしない知人女性に、女性が警察で行った相談内容を漏らしたとして、2022年2月、県警本部の20代の男性巡査が地方公務員法（守秘義務）違反の疑いで松山地検に書類送検された。巡査は戒告処分を受け依願退職した[63][61]が22年3月、不起訴処分となった[64]。
- 2021年1月ごろから9月ごろにかけ、東予地方の警察署の施設内などで同僚の女性に対し複数回にわたり不適切な行為をしたとして、県警本部地域課に所属する40代の男性一般職員（専門員主任）が2022年2月、戒告処分を受けた。男性職員は依願退職した[63][61]。
- 2021年12月から22年1月にかけ、部下への業務指導の際に不適切な言動が複数回あったとして、22年3月、警察署勤務の警部補が本部長注意処分を受けた[65]。
- 2022年4月13日、県道に停まった車内で男性が病死していた問題で、同日午前3時半ごろ、「道路に斜めに停まっている車がある」との通報があったのに放置し適切な措置を怠ったとして、同年6月、久万高原署の巡査部長が所属長訓戒の処分を受けた。通報から約2時間後に県警本部に同様の通報があり署員が現場に向かったところ、男性が死亡しているのが見つかった[66]。
- 2022年4月、県警察学校で射撃訓練をした際、拳銃を置き忘れたとして、本部所属の警部補が本部長注意、警部が所属長注意の処分を受けた[66]。また同年7月、実弾を装填した拳銃を個人ロッカーや机の上に放置したなどとして、警察署所属の男性巡査長と男性巡査が本部長注意処分を受けた[67]。
- 2016年9月、保険外交員に無理やりキスし胸やスカートの中を触るなどしてストレス性心身症を罹患させた上、示談を強要しようとしたとして、2022年7月1日までに、30代後半の巡査部長が強制わいせつや強要未遂などの容疑で書類送検された[68]。
- 2021年9月から22年3月ごろ、不倫交際をし勤務中や休憩中などに交番や署内の休憩室などで性交したとして、22年7月、警察署に所属する既婚者で30代の男性巡査部長が停職3か月、部下で20代の女性巡査が減給10分の1・6か月の懲戒処分を受けた。男性は巡査長に自主降格し、女性は依願退職した[69]。
- 2022年6月、同僚の財布から2万円を盗み、7月には別の同僚の財布から1万円を盗んだとして、同年8月、本部所属の男性巡査が減給10分の1、6か月の懲戒処分を受け、依願退職した。県警は巡査の氏名や詳しい所属、年齢などを明らかにせず、「被害届が出ておらず、窃盗事件として捜査しない」としている[67]。
- 2022年8月夜、今治市内で公用車をブロック塀に接触させたが報告の必要はない程度のものと考え、翌朝になって車両を再点検するまで事故報告しなかったとして、10月、警察署所属の50代男性巡査部長を道交法違反（当て逃げ）容疑で書類送検し、所属長注意の内部処分とした[70]。巡査部長は不起訴となった[71]。
- 2022年9月夜、約1時間職務を離れ遊技に興じたとして、警察署所属の男性巡査部長が所属長訓戒処分を受け依願退職した[70]。
- 2022年11月、前月に新居浜市で開かれた新居浜太鼓祭りで暴行され負傷した男性が新居浜署に被害届を出そうとしたが、対応した女性署員に難色を示され受理されず、提出を断念したことが判明した。警察の「犯罪捜査規範」では、「犯罪による被害の届出をする者があったときは、受理しなければならない」と定めているうえ、2019年に警察庁は、被害届の原則について全国の警察に改めて通達しており、対応が適切でなかった可能性がある[72]。
- 2022年7月、日頃から厳しく接していた部下の男性からの業務報告に不満を抱き、飲酒後、現場に出向いて「ばかやないんか」などと不適切な言葉で大声で叱責し、翌日も県警本部で「センスがない」などと大声で叱責するなどのパワハラ行為をしたとして、同年8月、捜査一課長だった50代の男性警視が刑事部付に異動となり、12月、戒告処分を受けた。また、部下に対して指導を逸脱する言動があったとして、警察署所属の男性警部補が12月、所属長注意の内部処分を受けた[73]。
- 2022年9月上旬の朝、松山市内の通勤中の電車内で女性に腹部を押し当て、翌朝の通勤中にも同じ路線の電車内で別の女性に腹部を押し当てたうえ、手で上半身を触るなどの痴漢行為をしたとして、2023年1月、県警本部総務室に所属する40代の男性警部が県迷惑防止条例違反の疑いで書類送検された。警部は停職1か月の懲戒処分を受け依願退職した。警部の氏名や詳しい所属、年齢は「個人の特定を避けるため」として明らかにされていない。警部は、自身が関与した疑いが強まった2022年9月下旬以降、勤務していなかった[74]。23年2月、不起訴となった[75]。
- 2022年8月、任意同行した人物のスマートフォンから、警察官や現場などが映った動画を無断で消去したとして、警察署に勤務する男性巡査が23年4月、所属長訓戒処分を受けた。動画の消去は器物損壊罪にあたる可能性があるが、巡査の上司が所有者に謝罪し、一定の理解を得て刑事告訴が行われなかったため、事件捜査はしていないという[76][77][78]。
- 2022年4月-11月ごろ、公用パソコンから県警のサーバーに不正にアクセスし、職員の個人情報を興味本位で複数回盗み見し印刷するなどしたとして、2023年4月、県警本部の30代の男性警部補が不正アクセス禁止法違反の疑いで松山地検に書類送検され、本部長訓戒処分を受けた[79]。5月までに警部補は不起訴となった[80]。
- 2023年4月-6月ごろ、部下に業務上の指導をする際、不適切な言動が複数回あったとして、7月、警察署に勤務する男性警部補が本部長注意、男性巡査部長が所属長注意の内部処分を受けた[81]。
- 2023年3月、実弾入りの拳銃などを警察施設内に置き忘れたとして、同年8月、警察署勤務の男性巡査が所属長訓戒の内部処分を受けた[82]。
- 2021年10月に新居浜市で一家3人が刺殺された事件で、新居浜署員が110番通報を受け現場に到着した後に、現場で警官らに応対した通報者の80歳の女性が殺害されたことが2023年12月の裁判で明らかにされた。公判で元警察官の証人は、血を流し倒れていた80歳の被害男性を確認した際に無線での報告を優先し、女性については「目を離してどちらに向かったか分からない。被告を外に連れ出した後、（女性が）室内に倒れているのを確認した」と述べた。県警は「可能な限り対応した」と問題はなかったとの認識を示した[83]。親族の一人によると、一家は警察に被告とのトラブルを複数回相談していて、親族は「何回相談すれば対応してくれるのか。警察の怠慢で事件が起きた」と言い、また警官到着後に女性が殺害されたことについて警察から聞いておらず、「なぜ説明しなかったのか釈然としない」としている[84]。

## その他
- 2012年4月、自転車メーカーであるジャイアント・マニュファクチャリングから特別仕様車16台が寄贈された。正規用8台、訓練用8台で、警察仕様のヘルメットとグローブ（手袋）も併せて寄贈された[85][86]。

## 関連資料
- 北海道新聞取材班『日本警察と裏金—底なしの腐敗』（講談社）ISBN 978-4062750868
- 原田宏二『警察VS.警察官』（講談社）ISBN 978-4062133203
- 東玲治『ドキュメント・仙波敏郎 ―告発警官1000日の記録―』（創風社出版）ISBN 486037097X
- 仙波敏郎『現職警官「裏金」内部告発』（講談社）ISBN 978-4062153591
- 報道発 ドキュメンタリ宣言『さらば警察 〜わが人生に悔いなし〜』（2009年5月11日放送分）